# Titanova klima
Klima najvećeg Saturnovog mjeseca Titana u mnogim je pogledima slična zemaljskoj, unatoč tome što ima daleko nižu površinsku temperaturu. Njegova gusta atmosfera, metanska kiša i mogući kriovulkanizam stvaraju analog, iako s različitim materijalima, klimatskim promjenama koje je pretrpjela Zemlja tijekom svoje daleko kraće godine.

## Temperatura
Za razliku od Zemlje Titan prima samo oko 1% količine sunčeve svjetlosti. Prosječna temperatura površine je oko 90,6 K (-182,55 °C). Pri ovoj temperaturi vodeni led ima izuzetno nizak tlak pare, tako da je atmosfera gotovo bez vodene pare. Međutim, metan u atmosferi uzrokuje značajan efekt staklenika koji održava površinu Titana na puno višoj temperaturi od one koja bi inače bila toplinska ravnoteža.
Sumaglica u Titanovoj atmosferi doprinosi efektu staklenika reflektirajući sunčevu svjetlost natrag u svemir, čineći njegovu površinu znatno hladnijom od gornje atmosfere. To djelomično kompenzira stakleničko zagrijavanje i održava površinu nešto hladnijom nego što bi se inače očekivalo samo od efekta staklenika. Prema McKayu i suradnicima, "anti-učinak staklenika na Titan smanjuje površinsku temperaturu za 9 K, dok je učinak staklenika povećava za 21 K. Neto učinak je da je površinska temperatura (94 K) 12 K toplija od efektivne temperature (82 K). [tj. ravnoteža koja bi se postigla u odsutnosti atmosfere]". 

## Godišnja doba
Titanov orbitalni nagib u odnosu na sunce vrlo je blizu Saturnovog nagiba osi (oko 27°), a nagib osi u odnosu na njegovu orbitu je nula. To znači da se smjer dolazne sunčeve svjetlosti u potpunosti ovisi o Titanovom dnevnim ciklusu i Saturnovom godišnjem ciklusu. Dnevni ciklus na Titanu traje 15,9 zemaljskih dana, koliko je potrebno Titanu da kruži oko Saturna. Titan je plimno zaključan, tako da je isti dio Titana uvijek okrenut prema Saturnu, pa ne postoji zaseban ciklus "mjeseci".
Sezonske promjene potaknute su Saturnovom godinom: Saturnu je potrebno oko 29,5 zemaljskih godina da obiđe oko Sunca, izlažući Titanovu sjevernu i južnu polutku različitim količinama sunčeve svjetlosti tijekom različitih dijelova saturnove godine. Sezonske vremenske promjene uključuju veća ugljikovodična jezera na sjevernoj polutki tijekom zime, smanjenu sumaglicu oko ravnodnevnice zbog promjenjive atmosferske cirkulacije i povezane ledene oblake u regijama Južnog pola. Posljednja ravnodnevnica dogodila se 11. kolovoza 2009.; ovo je bila proljetna ravnodnevnica za sjevernu polutku, što znači da južna polutka dobiva sve manje sunčeve svjetlosti i prelazi u zimu.
Površinski vjetrovi su obično slabi (<1 metar u sekundi). Nedavne računalne simulacije pokazuju da ogromne dine materijala poput čađe koji pada kao kiša iz atmosfere u ekvatorijalnim regijama mogu oblikovati rijetki olujni vjetrovi koji se događaju svakih petnaest godina kada je Titan u ravnodnevnici. Oluje proizvode snažne struje, koje teku prema istoku brzinom do 10 metara u sekundi kad dosegnu površinu. Krajem 2010. godine, ekvivalent ranom proljeću na Titanovoj sjevernoj polutki, primijećen je niz metanskih oluja u Titanovim ekvatorijalnim pustinjskim regijama.
Zbog ekscentričnosti Saturnove orbite, Titan je tijekom ljeta na južnoj hemisferi približno 12% bliži Suncu, što čini južna ljeta kraćim, ali toplijim od sjevernih ljeta. Ova asimetrija može pridonijeti topološkim razlikama između polutka - sjeverna polutka ima mnogo više ugljikovodičnih jezera. Titanova jezera uglavnom su mirna, s malo valova ili mreškanja; međutim, Cassini je pronašao dokaze o povećanim turbulencijama tijekom ljeta na sjevernoj hemisferi, sugerirajući da bi površinski vjetrovi mogli ojačati tijekom određenih doba titanske godine. Valove i mreškanje vidio je i Cassini.

## Metanska kiša i jezera
Nalazi sonde Huygens ukazuju da iz Titanove atmosfere povremeno kiši tekući metan i druge tekuće organske spojeve na površinu ovog mjeseca. U listopadu 2007. promatrači su primijetili porast prividne neprozirnosti oblaka iznad ekvatorijalne regije Xanadu, što ukazuje na metansku rosulju", iako to nije bio izravan dokaz za kišu. Međutim, naknadne slike jezera na Titanovoj južnoj polutki snimljene tijekom jedne godine pokazuju da su ona povećana i ispunjena sezonskim kišama ugljikovodika. Moguće je da područja Titanove površine mogu biti presvučena slojem tolina, ali to nije potvrđeno. Prisutnost kiše ukazuje na to da je Titan možda jedino tijelo Sunčevog sustava osim Zemlje na kojem bi se mogle stvoriti duge. Međutim, s obzirom na krajnju neprozirnost atmosfere za vidljivu svjetlost, velika većina bilo kakvih duga bila bi vidljiva samo u infracrvenom zračenju.
Broj metanskih jezera vidljivih u blizini Titanovog južnog pola definitivno je manji od broja uočenih u blizini sjevernog pola. Kako je trenutačno ljeto na južnome polu, a zima na sjevernom, hipoteza u nastajanju glasi da metanska kiša pada na polarne regije zimi, a ljeti isparava. Prema radu Tetsuye Tokana sa Sveučilišta u Kölnu, za ciklone vođene tim isparavanjem i uključujući kišu, kao i olujni vjetar do 20 m/s se očekuje da će se nad velikim sjevernim morima (Krakenovo more, Ligejsko more, Punga Mare) formirati samo u sjevernom ljetu, trajući i do deset dana. Proračuni sugeriraju da bi se, kako sjeverna polutka, gdje se nalazivećina jezera, ulazi u dugo Titansko ljeto, brzine vjetra mogu povećati na 3 km/h, razine dovoljne za stvaranje valova. Valove su u nekoliko navrata promatrali Cassinijev RADAR i spektrometar za vizualno i infracrveno mapiranje od 2014. godine, koji su vjerojatno generirani ljetnim vjetrovima ili plimnim strujama.

## Cirkulacija
Simulacije globalnih obrazaca vjetra temeljene na podacima o brzini vjetra koje je Huygens dobio tijekom spuštanja sugeriraju da Titanova atmosfera cirkulira u jednoj ogromnoj Hadleyevoj ćeliji. Topli plin se diže na Titanovoj južnoj polutki - koja je doživljavala ljeto tijekom Huygensovog spuštanja - i spušta se na sjevernoj polutki, što je rezultiralo protokom plina na velikim visinama od juga prema sjeveru i protoka plina na niskim nadmorskim visinama od sjevera prema jugu. Tako velika Hadleyeva ćelija moguća je samo u polako rotirajućem svijetu kakav je Titan. Čini se da je ćelija za cirkulaciju vjetra od pola do pola usredotočena na stratosferu; simulacije sugeriraju da bi se ona trebala mijenjati svakih dvanaest godina, s trogodišnjim prijelaznim razdobljem, tijekom Titanove godine (30 zemaljskih godina). Ova stanica stvara globalni pojas niskog tlaka - što je u stvari varijacija Zemljine intertropske zone konvergencije (ITCZ). Međutim, za razliku od Zemlje, gdje oceani ITCZ ograničavaju na tropske krajeve, na Titanu zona luta s jednog pola na drugi, noseći sa sobom metanske kišne oblake. To znači da se za Titan, unatoč hladnim temperaturama, može reći da ima tropsku klimu.
U lipnju 2012. Cassini je snimio rotirajući polarni vrtlog na Titanovom južnom polu - područjem guste sumaglice velike nadmorske visine viđenim iznad sjevernog pola od dolaska sonde 2004. godine.

## Oblaci
Titanovi oblaci, vjerojatno sastavljeni od metana, etana ili drugih jednostavnih organskih sastojaka, raštrkani su i promjenjivi, čineći sveprisutnu maglu.
U rujnu 2006. Cassini je snimio veliki oblak na visini od 40 km iznad Titanovog sjevernog pola. Iako je poznato da se metan kondenzira u Titanovoj atmosferi, vjerojatnije je da je oblak bio etan, jer je otkrivena veličina čestica bila samo 1–3 mikrometra, a etan se također može smrzavati na tim visinama. U prosincu je Cassini ponovno promatrao pokrov oblaka i otkrio metan, etan i druge organske tvari. Oblak je bio preko 2400 km u promjeru i još je bio vidljiv tijekom sljedećeg preleta mjesec dana kasnije. Jedna od hipoteza je da trenutno pada kiša (ili, ako je dovoljno hladno, snijeg) na sjevernom polu; donje struje na visokim sjevernim geografskim širinama dovoljno su jake da tjeraju organske čestice prema površini. To su bili najsnažniji dokazi za dugo pretpostavljeni "metanološki" ciklus (analogan hidrološkom ciklusu Zemlje) na Titanu.
Oblaci su pronađeni i nad južnom polarnom regijom. Iako obično pokriva 1% Titanovog diska, primijećeni su događaji izbijanja u kojima se oblačni pokrivač brzo širi na čak 8%. Jedna hipoteza tvrdi da se južni oblaci stvaraju kada povećana razina sunčeve svjetlosti tijekom titanovog ljeta generira uzdizanje u atmosferi, što rezultira konvekcijom. Ovo objašnjenje komplicira činjenica da je stvaranje oblaka uočeno ne samo nakon ljetnog solsticija, već i sredinom proljeća. Povećana vlažnost metana na južnom polu vjerojatno doprinosi brzom povećanju veličine oblaka. Bilo je ljeta na Titanovoj južnoj polutki do 2010. godine, kada je Saturnova orbita, koja upravlja mjesečevim kretanjem, nagnula sjevernu polutku prema Suncu. Kad se godišnja doba promijene, očekuje se da će se etan početi kondenzirati iznad južnog pola.
Istraživački modeli koji se dobro podudaraju s opažanjima sugeriraju da se oblaci na Titanu skupljaju na preferiranim koordinatama i da se oblačnost razlikuje od udaljenosti od površine na različitim dijelovima satelita. U polarnim predjelima (iznad 60 stupnjeva zemljopisne širine) pojavljuju se rašireni i trajni etanski oblaci u i iznad troposfere; na nižim geografskim širinama uglavnom se nalaze oblaci metana između 15 i 18 km, a sporadičniji su i lokaliziraniji. Na ljetnoj polutki čini se da se česti, gusti, ali sporadični oblaci metana skupljaju oko 40°.
Terenska promatranja također otkrivaju sezonske promjene u oblačnosti. Tijekom Saturnove 30-godišnje orbite čini se da se Titanovi oblačni sustavi manifestiraju 25 godina, a zatim nestaju četiri do pet godina prije nego što se ponovno pojave.
Cassini je također otkrio visoke, bijele oblake tipa cirus u gornjoj atmosferi Titana, vjerojatno načinjene od metana.
Iako na Titanu još nisu uočeni dokazi o djelovanju grmljavine, računalni modeli sugeriraju da oblaci u donjoj troposferi mjeseca mogu akumulirati dovoljno naboja da stvaraju munje s visine od otprilike 20 km. Prisustvo munja u Titanovoj atmosferi pogodovalo bi proizvodnji organskih materijala. Cassini nije otkrio nijedan značajan signal munje u Titanovoj atmosferi iako su munje i dalje mogle biti prisutne ako su bile preslaba da ih se otkrije. Nedavne računalne simulacije pokazale su da se pod određenim okolnostima pražnjenje izboja, rane faze pražnjenja groma, može oblikovati na Titanu.